# Heilig-Kreuz-Kirche (Smarchowice Śląskie)

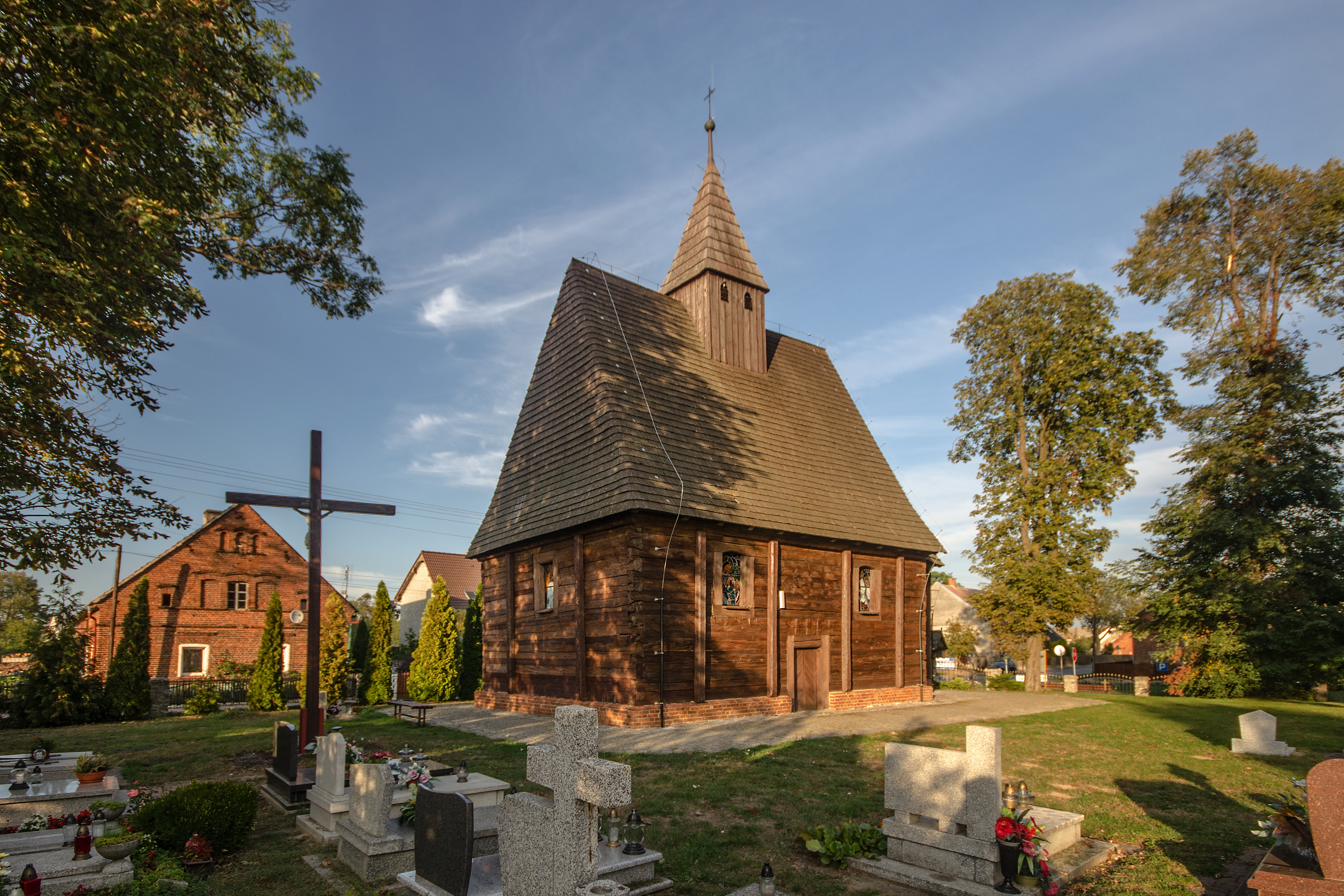
Westseite der Kirche

Die Kreuzerhöhungskirche (Kościół Podwyższenia Krzyża Świętego) ist eine römisch-katholische Schrotholzkirche in der schlesischen Ortschaft Smarchowice Śląskie (Windisch Marchwitz) in der Woiwodschaft Opole. Die Kirche ist eine Filiale der Pfarrei Herz Jesu (Parafia Najświętszego Serca Pana Jezusa) in Przeczowie.

## Geschichte

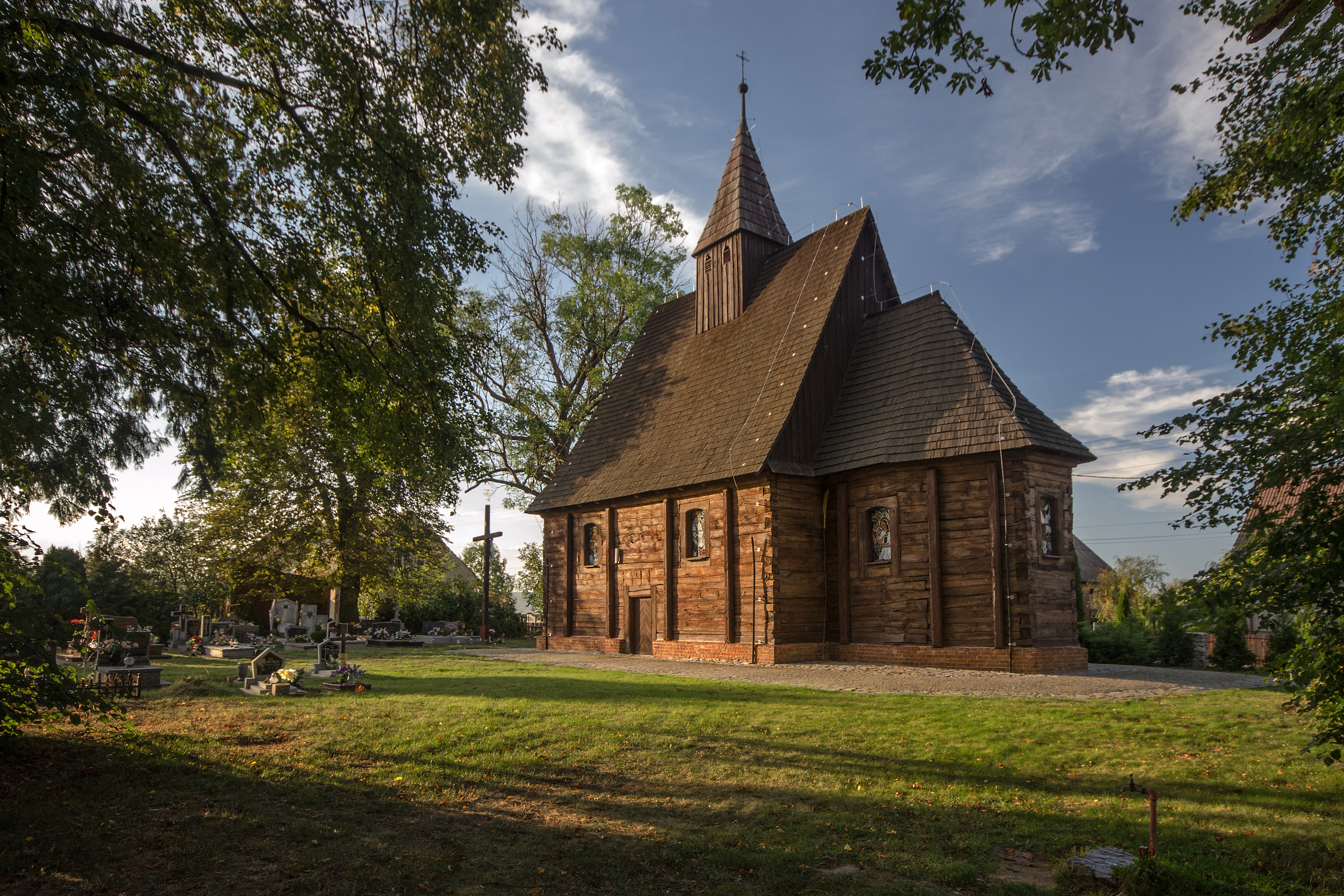
Ostansicht mit Chor

Die Kirche wurde erstmals im Jahr 1580 erwähnt. Der heutige Bau wurde zwischen 1603 und 1611 errichtet. Zunächst diente die Kirche der protestantischen Gemeinde. 1654 wurde der Ort rekatholisiert und die Kirche der katholischen Gemeinde übergeben. 1848 sowie zu Beginn des 20. Jahrhunderts wurde die Kirche saniert.
Die Kirche steht seit 1954 unter Denkmalschutz. 2003 wurde der Kirchenbau saniert.

## Architektur und Ausstattung
Der Kirchenbau besitzt ein rechteckiges Langhaus aus Schrotholz und einen dreiseitig geschlossenen Chor. Das Langhaus besitzt eine Flachdecke mit Stütze. Das Satteldach ist mit Schindeln versehen worden. Bekrönt ist das Dach mit einem quadratischen Dachreiter mit einem Zeltdach. Der Hauptaltar entstand im Stil der Spätrenaissance um 1603. Der Altar besitzt gemalte Szenen der Auferstehung und der Himmelfahrt. Die Kanzel entstand 1604.